# 924
| Calendário gregoriano                                                        | 924 CMXXIV                                            |
| Ab urbe condita                                                              | 1677                                                  |
| Calendário arménio                                                           | 373 – 374                                             |
| Calendário bahá'í                                                            | -920 – -919                                           |
| Calendário budista                                                           | 1468                                                  |
| Calendário chinês                                                            | 3620 – 3621 Início a 8 de fevereiro (aproximadamente) |
| Calendário copta                                                             | 640 – 641                                             |
| Calendário etíope                                                            | 916 – 917                                             |
| Calendários hindus - Vikram Samvat - Calendário nacional indiano - Cáli Iuga | 979 – 980 845 – 846 4024 – 4025                       |
| Calendário Holoceno                                                          | 10924                                                 |
| Calendário islâmico                                                          | 311 – 312                                             |
| Calendário judaico                                                           | 4684 – 4685                                           |
| Calendário persa                                                             | 302 – 303                                             |
| Calendário rúnico                                                            | 1174                                                  |
| Calendário solar tailandês                                                   | 1467                                                  |

924 (CMXXIV, na numeração romana) foi um ano bissexto do século X do Calendário Juliano, da Era de Cristo, teve  início a uma quinta-feira e terminou a uma sexta-feira e as suas letras dominicais foram D e C (53 semanas).
No território que viria a ser o reino de Portugal estava em vigor a Era de César que já contava 962 anos.
| Ano completo                           |
| -------------------------------------- |
| Ano bissexto com início à quinta-feira |

## Eventos
- O Papa João X envia um legado à Península Ibérica, reconhecendo a ortodoxia e legitimidade da liturgia visigótica mantida pelos moçárabes.
- Ramiro II é coroado rei de Leão.
- O emir de Córdova Abderramão III faz uma segunda tentativa para retomar o controlo do Reino de Pamplona, chegando a arrasar Pamplona.
- O corsário sarraceno Leão de Trípoli é derrotado quando pelo almirante bizantino João Radinos quando saqueava Lemnos.

## Mortes
- Rei Eduardo o Velho de Inglaterra.
- Árias Mendes de Coimbra ou Arias Mendes (874 - 924), de conde de Emínio, actual cidade de Coimbra.